# ماركوس وايت
ماركوس وايت (بالإنجليزية: Markus White)‏ هو لاعب كرة قدم أمريكية أمريكي، ولد في 25 نوفمبر 1987 في ويست بالم بيتش في الولايات المتحدة.

## وصلات خارجية
- ماركوس وايت على موقع مرجع كرة القدم المحترفة.كوم (الإنجليزية)